# Kootenichelidae
Kootenichelidae (лат.) — семейство вымерших морских членистоногих из класса Megacheira, живших во времена кембрийского периода (513,0—498,5 млн лет назад). Ископаемые остатки найдены на территории Канады.

## Описание
Небольшого размера примитивные членистоногие, длина 4—6 см. Тело вытянутое, состоит из 29—50 сегментов.
При описании семейства в него, кроме типового рода Kootenichela, был включён предположительно сестринский к нему таксон Worthenella, а также, возможно, ещё и род Pseudoiulia из кембрия Китая. В целом, эта группа может быть предковой к современным ракообразным и скорпионам (паукообразным).

## Классификация
- † Семейство Kootenichelidae Legg, 2013
  - † Род Kootenichela Legg, 2013
    - † Kootenichela deppi Legg, 2013 — Kootenay National Park, Stanley Glacier (Британская Колумбия, Канада)[3]

  - † Род Worthenella
    - † Worthenella cambria Walcott, 1911 — Walcott Quarry, Fossil Ridge, Greater Phyllopod Bed (Британская Колумбия)[4]

  - † ? Род Pseudoiulia Hou & Bergstrom, 1998 — Chengjiang, Юньнань, Китай[5]